# Saadet III Giray
Saadet III Giray (1645—1695) fou kan de Crimea (1691). Podria ser fill de Selim I Giray com diu alguna font, però Von Hammer i altres autors apunten que era germà d'Hacı II Giray basats en les monedes.
Va nomenar Devlet Giray (fill de Selim I Giray) com a khalgay i Fetih Giray com a nureddin. Poc després de ser nomenat fou enviat contra els imperials i va travessar Valàquia que estava devastada per una plaga de llagosta, i les seves tropes van tenir dificultats per abastir-se; al final no va arribar a temps a reunir-se amb les forces otomanes i el sultà va rebre queixes de les males relacions del kan amb els seus soldats. Per això fou deposat i exiliat primer a Chagisgan, prop de Yamboli, i després a  Rodes on va morir el 1695. En lloc seu fou nomenat el seu cosí Safa Giray.